# Ambohibao
 (août 2016).
Si vous disposez d'ouvrages ou d'articles de référence ou si vous connaissez des sites web de qualité traitant du thème abordé ici, merci de compléter l'article en donnant les références utiles à sa vérifiabilité et en les liant à la section « Notes et références ».

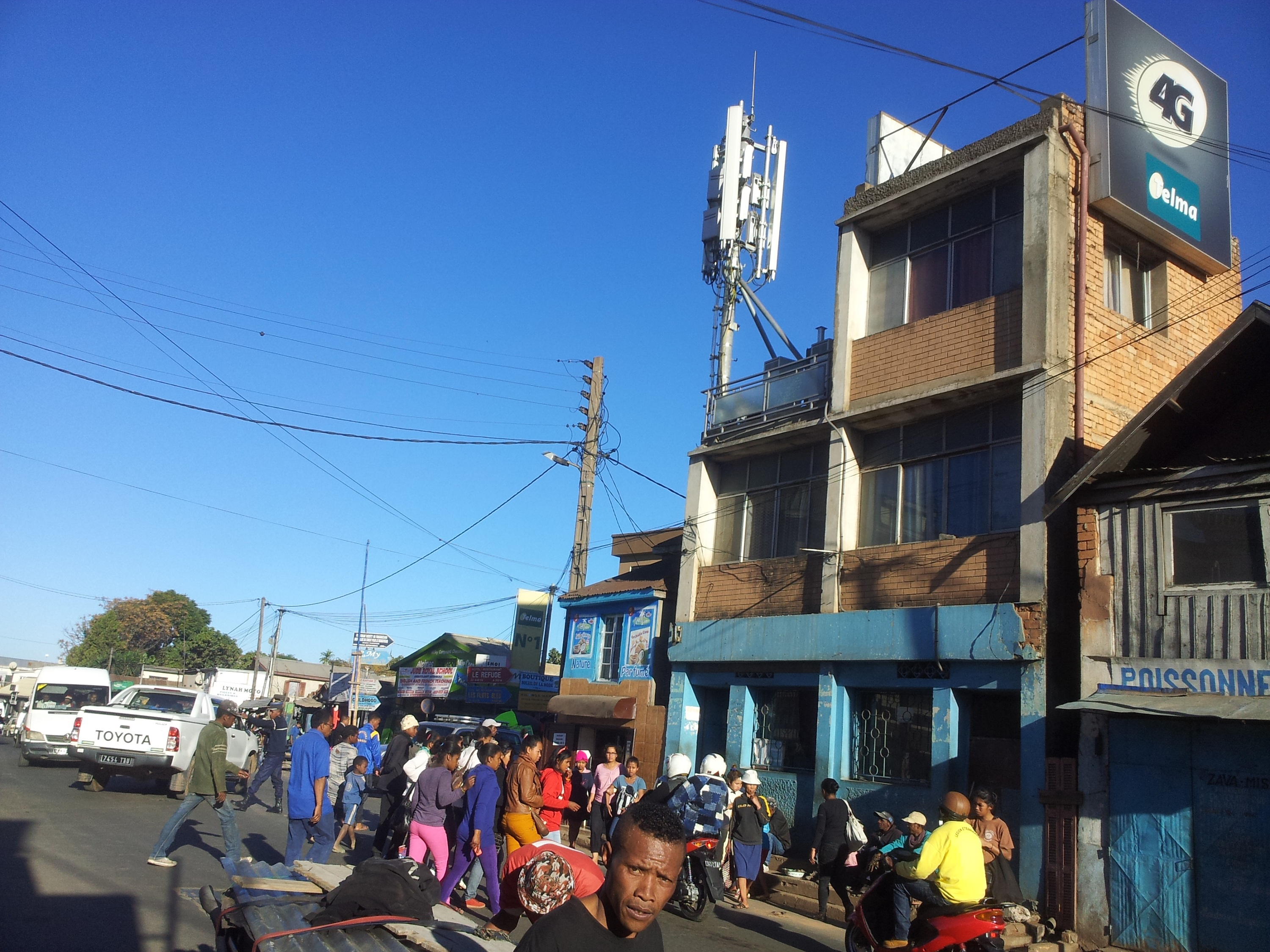
la petite ville dAmbohibao.

Ambohibao est une petite ville située dans la commune d'Antehiroka, district d'Ambohidratrimo, à Antananarivo la capitale de Madagascar.
Elle se situe sur la Route nationale N°4 reliant Antananarivo et Mahajanga.

## Écoles
Ambohibao compte une école primaire et un collège public, ainsi que des écoles et lycées privés[Combien ?].

## Transport
Les bus qui passe à ambohibao :
- 114a reliant Tana et Ambohijanahary Antehiroka
- 114b reliant Tana et Ambatolampy Antehiroka
- 112 reliant Tana et Andranoro
- D reliant Tana et Ivato[Lequel ?]